# Ritul armean

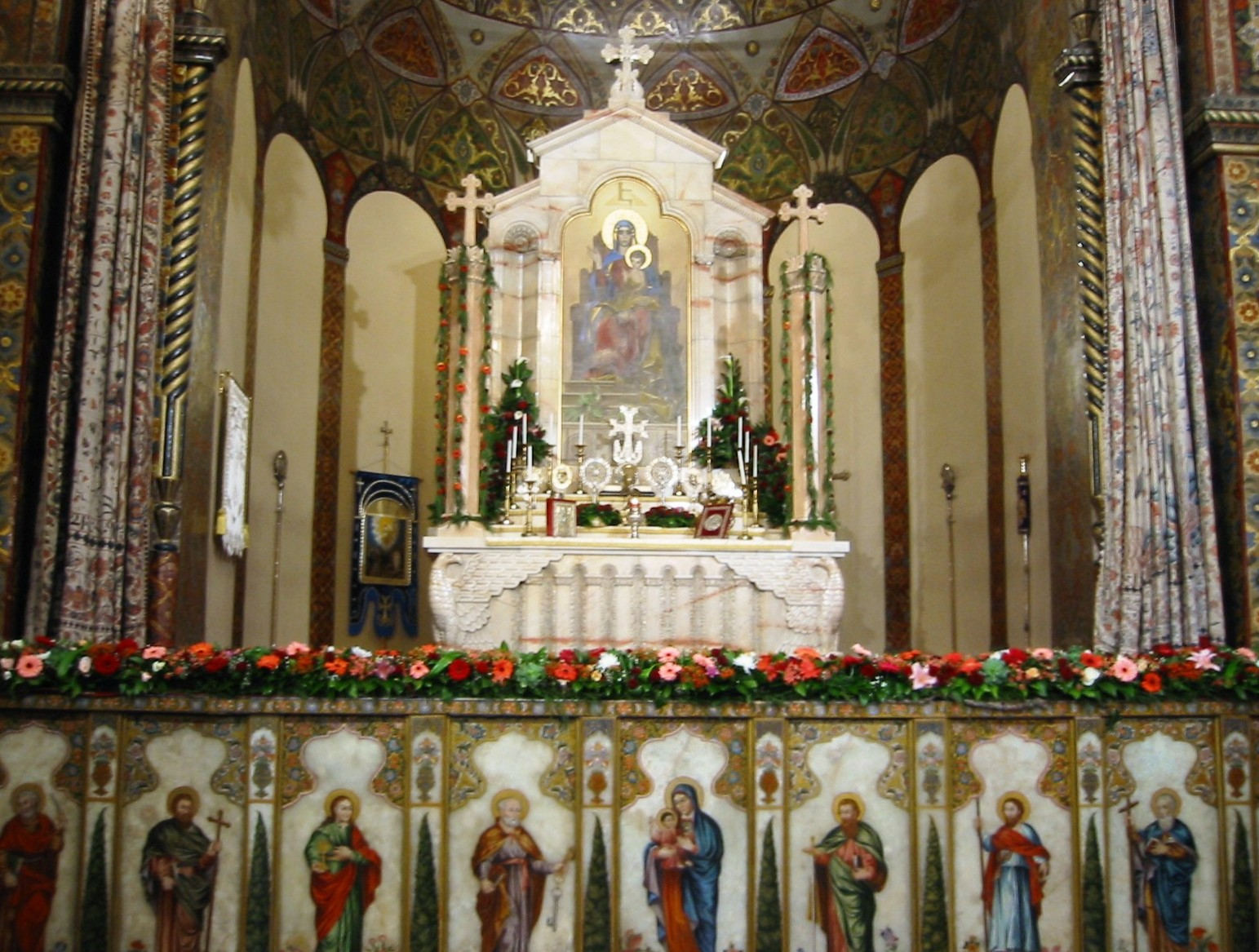
Altarul catedralei din Ečmiadzin.

Ritul armean este un rit creștin răsăritean, întrebuințat atât de Biserica apostolică armeană și de Biserica armeano-catolică.
Împreună cu ritul bizantin, ritul armean formează grupul riturilor cappadociene, făcând parte din marea ramură de origine siriacă. 
În ciuda aparențelor, riturile cele mai apropiate de ritul armean sunt: cel latin și cel bizantin.

## Euharistie
Ca orice euharistie validă, cea a ritului armean are cele două părți: liturghia cuvântului (sau a catehumenilor) și liturghia altarului (sau a credincioșilor). Pe lângă acestea două, ritul armean - ca cel bizantin - are și proscomidia sau proteza, ce corespunde ofertoriului din alte rituri. Totuși, în zilele noastre, proscomidia se face întimpul liturghiei cuvântului, pe altar (ca la celți).

### Liturghia cuvântului
Liturghia cuvântului, în ritul armean, are următoarele elemente:

### Liturghia euharistică

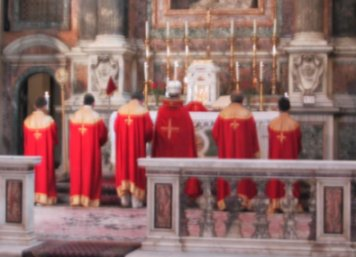
Liturghie în rit armean.